# پلیس (گروه موسیقی)
پُلیس (به انگلیسی: The Police) نام یک گروه موسیقی راک انگلیسی است که در سال ۱۹۷۷ در لندن شکل گرفت. اعضای گروه را استینگ(خواننده و باسیست)، اندی سامرز(گیتاریست) و استیوارت کاپلند(درامر) تشکیل می‌دادند.
آن‌ها در سال‌های پایانی دههٔ ۷۰ به شهرت جهانی رسیدند. از پُلیس به‌عنوان یکی از اولین گروه‌های موج نو که موفق شد وارد جریان روز موسیقی شود یاد می‌کنند. موسیقی که آن‌ها می‌نواختند گونه‌ای از موسیقی راک بود که از جَز، پانک و رگی تأثیر گرفته بود. آلبوم Synchronicity آن‌ها که در سال ۱۹۸۳ روانهٔ بازار شد، در زمان انتشار تبدیل به پرفروش‌ترین آلبوم بریتانیا و ایالات متحده شد و فقط در کشور آمریکا ۸ میلیون نسخه از آن به‌فروش رسید.
گروه در سال ۱۹۸۴ از هم پاشید ولی آن‌ها در سال ۲۰۰۷ و به مناسبت سی‌امین سالگرد تأسیس پُلیس دوباره گردهم آمدند و یک تور جهانی برگزار کردند که تا آگوست سال ۲۰۰۸ ادامه یافت. از آثار گروه پُلیس تابه‌حال بیش از ۵۰ میلیون نسخه به‌فروش رسیده‌است و آن‌ها با تور آخری که برگزار کردند به‌عنوان پردرآمدترین گروه موسیقی سال ۲۰۰۸ معرفی شدند. نشریهٔ رولینگ استون در رده‌بندی ۱۰۰ هنرمند موسیقی برتر تمام دوران رتبهٔ ۷۰ را به پُلیس اختصاص داده‌است.

## اعضا
- استینگ: آواز و گیتار باس
- اندی سامرز: گیتار الکتریک و هم‌آوایی
- استیوارت کاپلند:درامز، پرکاشن و هم‌آوایی
- هنری پادوانی: گیتار الکتریک (۱۹۷۷)

## آلبوم‌ها

### استودیو
| نام آلبوم               | سال انتشار |
| ----------------------- | ---------- |
| ۱. Outlandos d'Amour    | ۱۹۷۸       |
| ۲. Reggatta de Blanc    | ۱۹۷۹       |
| ۳. Zenyattà Mondatta    | ۱۹۸۰       |
| ۴. Ghost in the Machine | ۱۹۸۱       |
| ۵. Synchronicity        | ۱۹۸۳       |

## جوایز و افتخارات

### بریت اواردز
- ۱۹۸۲: بهترین گروه موسیقی بریتانیا
- ۱۹۸۵: مشارکت برجسته در موسیقی

### گرمی
- ۱۹۸۰: «بهترین اجرای راک بدون کلام» برای آلبوم Reggatta de Blanc
- ۱۹۸۱: «بهترین اجرای راک گروهی یا ۲نفره همراه با آواز» برای آهنگ «زیاد نزدیک من نایست»
- ۱۹۸۱: «بهترین اجرای راک بدون کلام» برای آهنگ «پشت شتر من»
- ۱۹۸۳: «بهترین آهنگ سال» برای آهنگ «هر نفسی که می‌کشی» (گرمی برای استینگ)
- ۱۹۸۳: «بهترین اجرای راک گروهی یا ۲نفره همراه با آواز» برای آهنگ «هر نفسی که می‌کشی»
- ۱۹۸۳: «بهترین اجرای راک گروهی یا ۲نفره همراه با آواز» برای آلبوم Synchronicity

### تالار شهرت راک اند رول
اعضای گروه در تاریخ ۱۰ مارس سال ۲۰۰۳ به تالار مشاهیر راک اند رول راه یافتند.